# Lutowiska (gmina)

Logo gminy

Lutowiska (1952–1954 gmina Szewczenko) – gmina wiejska w województwie podkarpackim, w powiecie bieszczadzkim. Najbardziej na południe wysunięta gmina w Polsce. W latach 1975–1998 gmina położona była w województwie krośnieńskim.
Siedziba gminy to Lutowiska. Jest to jedna z największych gmin w Polsce (7. miejsce według powierzchni), a jednocześnie mająca najniższą gęstość zaludnienia.
Według danych z 30 czerwca 2004 gminę zamieszkiwało 2221 osób. Dla porównania, w 1931 gminę zamieszkiwało 18 491 osób.
Tereny współczesnej gminy Lutowiska są miejscem akcji powieści autorki książek dla dzieci Marii Kownackiej pt.: „Na tropach węża Eskulapa”.

## Historia

### 1934–1939
Gminę zbiorową Lutowiska utworzono 1 sierpnia 1934 roku w województwie lwowskim, w powiecie leskim, z dotychczasowych jednostkowych gmin wiejskich: Krywka, Lutowiska, Skorodne, Smolnik ad Lutowiska i Żurawin. Gminy te przekształcono 17 września 1934 w 11 gromad (sołectw) gminy Lutowiska.

### 1939–1941
Po wybuchu II wojny światowej granica niemiecko-sowiecka przedzieliła gminę wzdłuż Sanu. Zasadnicza część gminy Lutowiska przeszła pod okupację radziecką, gdzie została zniesiona 17 stycznia 1940 i włączona do nowo utworzonego tam rejonu ustrzyckiego w obwodzie drohobyckim. Jedynie południowe lewobrzeżne części gromad Smolnik ad Lutowiska i Żurawin znalazły się pod okupacją niemiecką, wchodząc w skład gminy Stuposiany w Landkreis Sanok w dystrykcie krakowskim w Generalnym Gubernatorstwie.

### 1941–1944
Rejon ustrzycki przestał istnieć wraz z wybuchem wojny niemiecko-radzieckiej 22 czerwca 1941. Na mocy dekretu Adolfa Hitlera z 1 sierpnia 1941 obszar dawnej gminy Lutowiska wszedł w skład Generalnego Gubernatorstwa i utworzonego tam nowego dystryktu Galicja, gdzie odtworzono gminę Lutowiska w jej oryginalnych granicach. 15 listopada 1941 gminę Lutowiska włączono do powiatu sanockiego w dystrykcie krakowskim.
W 1943 roku gmina Lutowiska liczyła 4194 mieszkańców (1225 w Lutowiskach, 440 w Krywce, 1129 w Skorodnem, 592 w Smolniku i 808 w Żurawinie).

### 1944–1952
Latem 1944 przywrócono ponownie granicę na Sanie po zajęciu wschodnich terenów przez Armię Czerwoną, włączając ponownie prawie cały obszar gminy Lutowiska do reaktywowanego 31 lipca 1944 rejonu ustrzyckiego w ZSRR. Podział obszaru zniesionej gminy Lutowiska na Sanie zamanifestował się identycznie jak w latach 1940–41. W ZSRR nazwę Lutowisk zmieniono na Szewczenko, a dawny obszar gminy podzielono na cztery rady wiejskie:
- rada wiejska Skorodne (Скородненська сільська рада) – wieś Skorodne (Скородне);
- rada wiejska Smolnik (Смільницька сільська рада) – wieś Smolnik (Смільник);
- rada wiejska Szewczenko (Шевченківська сільська рада) – wieś Szewczenko (Шевченкове);
- rada wiejska Żurawin (Журавнянська сільська рада) – wieś Żurawin (Журавна), chutor Krywka (Кривка).

### 1952–1954
W wyniku włączenia do Polski z ZSRR w grudniu 1951 prawie całego rejonu ustrzyckiego w ramach umowy o zmianie granic z 15 lutego 1951, obszar ten przekształcono w nowy powiat ustrzycki z siedzibą w Ustrzykach Dolnych.
1 stycznia 1952 w powiecie ustrzyckim w woj. rzeszowskim reaktywowano dawną gminę Lutowiska, jednak pod radziecką nazwą Szewczenko. Jej obszar zwiększył się równocześnie o wyłączone z ZSRR gromady Chmiel (należący przed wojną do gminy Zatwarnica) i Dwerniczek (należący przed wojną do gminy Stuposiany). Jedynym obszarem przedwojennej gminy Lutowiska który nie wszedł w skład Polski był jej górski skrawek na południe od Krywki, na wschód od Żurawina i na północ od rezerwatu Zakole, położony wewnątrz specyficznego zakola granicy państwowej (49°14'03,7"N 22°44'38,9"E). Znajduje się tam obecnie skupisko kilku odizolowanych domów o nazwie Liskowatce (Лісковатці), przynależących administracyjnie do Boberki.
Ponadto nowy powiat ustrzycki zmodyfikowano, dołączając do niego części powiatów leskiego i przemyskiego. Do gminy Szewczenko dołączono w związku z tym obszary dwóch zniesionych gmin z powiatu leskiego, położnych na samym jego południu (po czym gmina Szewczenko stała się zarazem najdalej na południe wysuniętą gminą Polski):
- gmina Tarnawa Niżna[18] – obręby Beniowa, Bukowiec, Dydiowa, Dźwiniacz Górny, Łokieć, Sianki, Sokoliki Górskie, Tarnawa Niżna i Tarnawa Wyżna (Beniowa i Sianki należały przed wojną do gminy Sianki w powiecie turczańskim);
- gmina Stuposiany – obręby Berehy Górne, Bereżki, Caryńskie, Dwernik, Nasiczne, Procisne, Stuposiany, Ustrzyki Górne i Wołosate.

1 lipca 1952 gmina Szewczenko w dalszym ciągu nie została podzielona na gromady. Doszło do tego 29 września 1952, kiedy obszar odzyskany od ZSRR podzielono na cztery gromady:
- Szewczenko (wieś Szewczenko i przysiółek Krywka, 2008 ha);
- Skorodne (wieś Skorodne, 2352 ha);
- Smolnik (wieś Smolnik i przysiółek Żurawin, 1178 ha);
- Chmiel (wieś Chmiel i przysiółek Dwerniczek, 1941 ha).

Na uwagę zasługuje, że gromady utworzono wyłącznie na bazie miejscowości odłączonych od ZSRR. Mimo włączenia do gminy Szewczenko dwóch sąsiednich gmin (Tarnawa Niżna i Stuposiany), nie utworzono na obszarze żadnej z nich ani jednej gromady. Spowodowane to było kompletnym spaleniem i wyludnieniem tych miejscowości pod koniec wojny i po jej zakończeniu, w tym w toku walk z UPA. Zachowano jednak oryginalny podział obszaru na obręby ewidencyjne w granicach (i o nazwach) dawnych gmin katastralnych (gromad), które później stopniowo zaludniano, tworząc nowe miejscowości i sołectwa.
Gminę Szewczenko zniesiono 29 września 1954 roku wraz z reformą wprowadzającą gromady w miejsce gmin. Jej obszar wszedł w skład nowej gromady Szewczenko o tych samych granicach co dawna gmina. Była to zarazem największa, a także najdalej na południe wysunięta gromada Polski. 27 czerwca 1957 nazwę Szewczenka (i gromady) zmieniono na jego pierwotną nazwę – Lutowiska.

### 1973–
Gminę wiejską Lutowiska reaktywowano 1 stycznia 1973 w powiecie bieszczadzkim w woj. rzeszowskim w związku z kolejną reformą administracyjną. Gmina objęła:
- 4 sołectwa: Chmiel, Dwernik, Lutowiska i Stuposiany;
- 23 obręby ewidencyjne: Beniowa, Berehy Górne, Bereżki, Bukowiec, Caryńskie, Dydiowa, Dźwiniacz Górny, Hulskie, Krywe, Krywka, Łokieć, Nasiczne, Procisne, Sianki, Skorodne, Smolnik, Sokoliki Górskie, Tarnawa Niżna, Tarnawa Wyżna, Ustrzyki Górne, Wołosate, Zatwarnica i Żurawin.

Nowa gmina Lutowiska objęła obszar zupełnie inny niż w jej pierwotnej odsłonie, a w jej skład weszły miejscowości należące przed wojną do:
- gminy Sianki w powiecie turczańskim – Beniowa i Sianki;
- gminy Tarnawa Niżna w powiecie turczańskim – Bukowiec, Dydiowa, Dźwiniacz Górny, Łokieć, Sokoliki Górskie, Tarnawa Niżna i Tarnawa Wyżna.
- gminy Lutowiska w powiecie leskim – Krywka, Lutowiska, Skorodne, Smolnik i Żurawin;
- gminy Stuposiany w powiecie leskim – Berehy Górne, Bereżki, Caryńskie, Dwerniczek, Dwernik, Nasiczne, Procisne, Stuposiany, Ustrzyki Górne i Wołosate;
- gminy Zatwarnica w powiecie leskim – Chmiel, Hulskie, Krywe i Zatwarnica (miejscowości Hulskie, Krywe i Zatwarnica to jedyne, które po raz pierwszy znalazły się w granicach gminy Lutowiska, ponieważ po zniesieniu gminy Zatwarnica w 1952 roku, należały w latach 1952–1954 do gminy Polana).

1 czerwca 1975 roku gmina znalazła się w nowo utworzonym woj. krośnieńskim.
Od 1999 w powiecie bieszczadzkim w nowym województwie podkarpackim.

## Struktura powierzchni
Według danych z roku 2017 gmina Lutowiska ma obszar 475,6 km², w tym:
- użytki rolne: 11%
- użytki leśne: 82%.

Gmina stanowi 41,81% powierzchni powiatu.

## Demografia

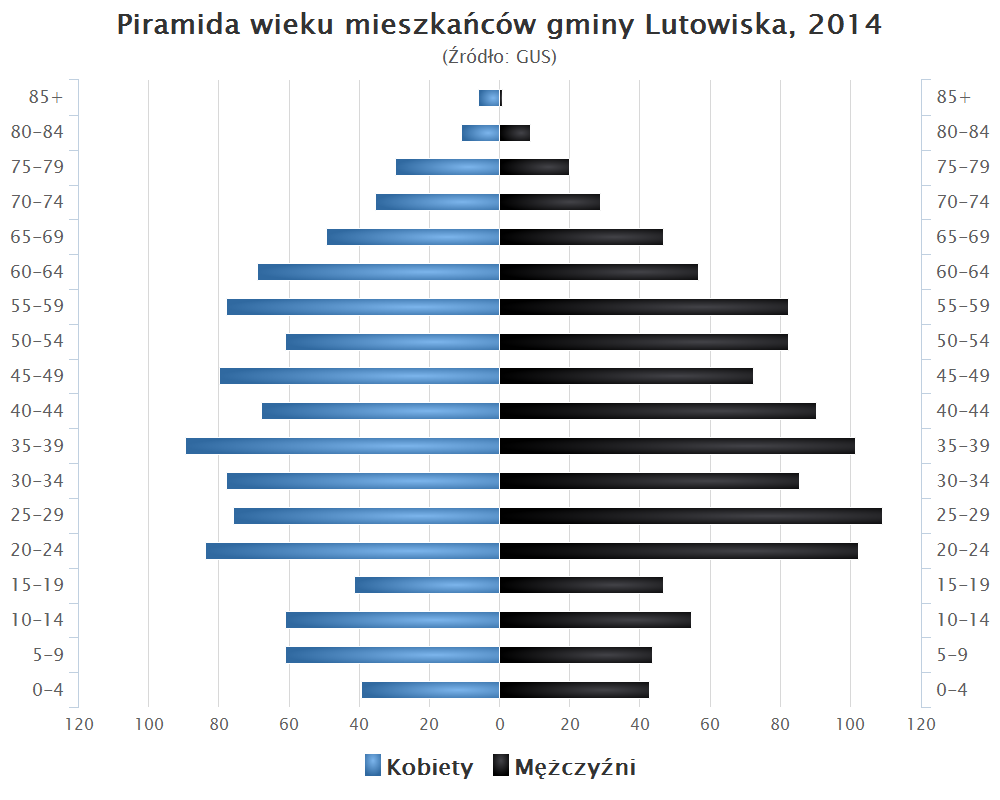
Piramida wieku mieszkańców gminy Lutowiska w 2014 roku

Dane z 31 grudnia 2017 roku:
| Opis                              | Ogółem | Ogółem | Kobiety | Kobiety | Mężczyźni | Mężczyźni |
| --------------------------------- | ------ | ------ | ------- | ------- | --------- | --------- |
| jednostka                         | osób   | %      | osób    | %       | osób      | %         |
| populacja                         | 2077   | 100    | 1030    | 49,6    | 1047      | 50,4      |
| gęstość zaludnienia (mieszk./km²) | 4      | 4      | 2,1     | 2,1     | 1,9       | 1,9       |

## Jednostki pomocnicze
| Nazwa jednostki         | Ludność (2021) | Miejscowości wchodzące w skład jednostki |
| ----------------------- | -------------- | --- |
| sołectwo Chmiel         | 145            | Chmiel |
| sołectwo Dwernik        | 280            | Caryńskie, Dwernik (Za Sanem), Dwerniczek, Nasiczne                                                                                           |
| sołectwo Lutowiska      | 798            | Lutowiska (Krywka, Posada Dolna, Posada Górna), Skorodne                                                                                      |
| sołectwo Smolnik        | 181            | Smolnik, Żurawin |
| sołectwo Stuposiany     | 360            | Beniowa, Bukowiec, Dydiowa, Dźwiniacz Górny, Łokieć, Muczne, Procisne, Pszczeliny, Sianki, Sokoliki, Stuposiany, Tarnawa Niżna, Tarnawa Wyżna |
| sołectwo Ustrzyki Górne | 168            | Bereżki, Brzegi Górne, Ustrzyki Górne, Wołosate                                                                                               |
| sołectwo Zatwarnica     | 211            | Hulskie, Krywe, Zatwarnica (Sękowiec, Suche Rzeki)                                                                                            |

## Honorowi obywatele Gminy Lutowiska

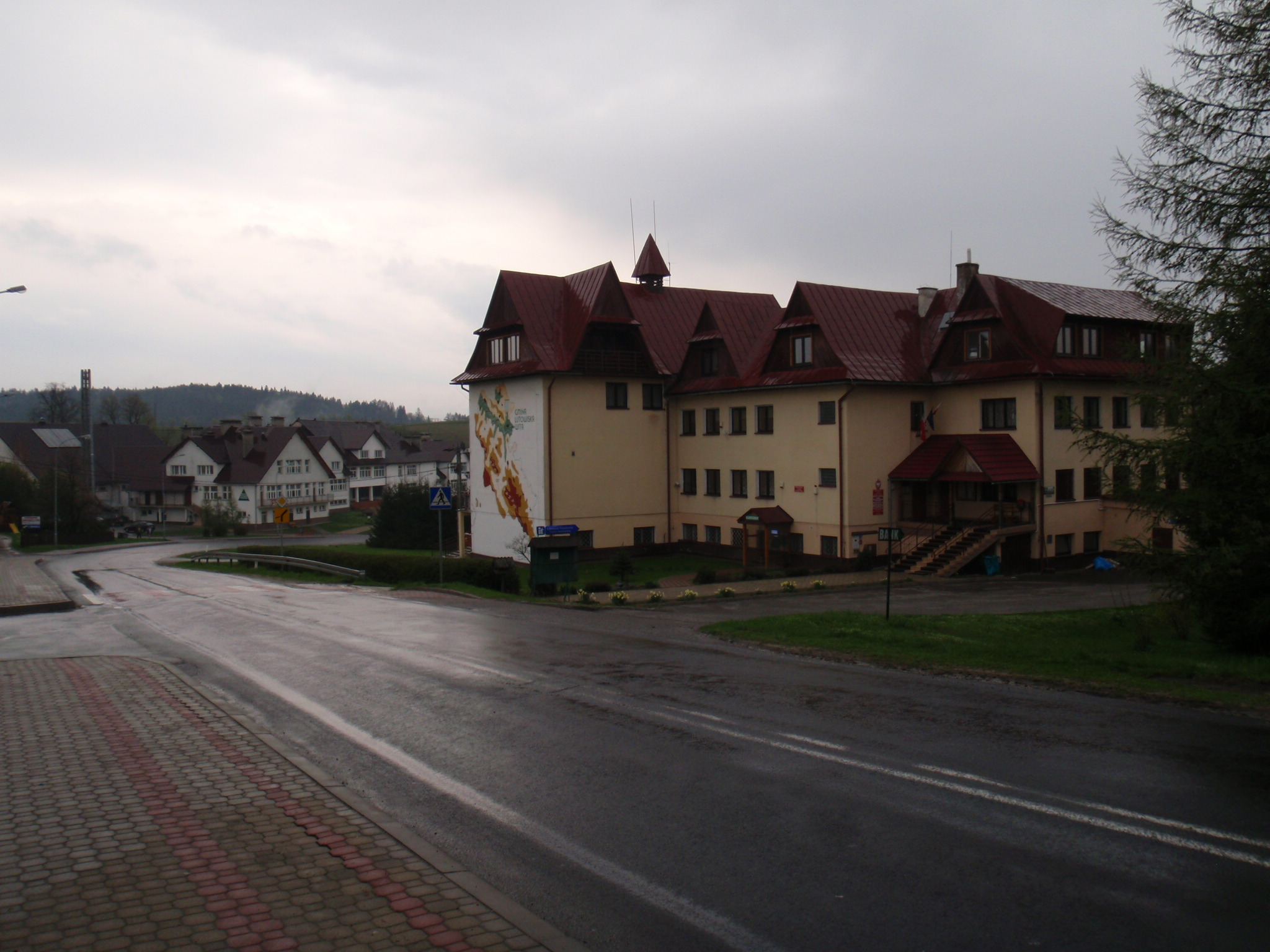
Budynek Urzędu Gminy Lutowiska – po prawej

(Na podstawie materiału źródłowego)

- Jerzy Janicki
- Krystyna Czechowicz-Janicka
- Elżbieta Dzikowska
- Stanisław Adamczak
- Jerzy „Baryła” Nowakowski
- Jan Pochyła
- Zygmunt Sosnowski
- Alicja Wosik
- Renata Machnik
- Jan Węgrzyniak

## Sąsiednie gminy
Cisna, Czarna. Gmina graniczy ze Słowacją i Ukrainą.